# Las Guacamayas (Venezuela)
Pour les articles homonymes, voir Las Guacamayas.
Las Guacamayas, ou Guacamaya, est la capitale de la paroisse civile de Las Guacamayas de la municipalité de José Félix Ribas de l'État d'Aragua au Venezuela.